# Campeonato Mundial de Snowboard de 1996
El I Campeonato Mundial de Snowboard se celebró en la localidad alpina de Lienz (Austria) entre el 24 y el 28 de enero de 1996 bajo la organización de la Federación Internacional de Esquí (FIS).

## Medallistas

### Masculino
| Evento                   | Oro                              | Plata                       | Bronce                         |
| ------------------------ | -------------------------------- | --------------------------- | ------------------------------ |
| Eslalon gigante (27.01)  | Jeffrey Greenwood Estados Unidos | Mike Jacoby Estados Unidos  | Helmut Pramstaller · Austria · |
| Eslalon paralelo (28.01) | Ivo Rudiferia · Italia ·         | Rainer Krug · Alemania ·    | Helmut Pramstaller · Austria · |
| Halfpipe (24.01)         | Ross Powers Estados Unidos       | Lael Gregory Estados Unidos | Rob Kingwill Estados Unidos    |

### Femenino
| Evento                   | Oro                                    | Plata                            | Bronce                        |
| ------------------------ | -------------------------------------- | -------------------------------- | ----------------------------- |
| Eslalon gigante (26.01)  | Karine Ruby Francia                    | Manuela Riegler · Austria ·      | Sondra van Ert Estados Unidos |
| Eslalon paralelo (28.01) | Marion Posch · Italia ·                | Marcella Boerma · Países Bajos · | Sondra van Ert Estados Unidos |
| Halfpipe (24.01)         | Carolien van Kilsdonk · Países Bajos · | Annemarie Uliasz Estados Unidos  | Cammy Potter Estados Unidos   |

## Medallero
| Núm. | País           | Oro | Plata | Bronce | Total |
| ---- | -------------- | --- | ----- | ------ | ----- |
| 1    | Estados Unidos | 2   | 3     | 4      | 9     |
| 2    | Italia         | 2   | 0     | 0      | 2     |
| 3    | Países Bajos   | 1   | 1     | 0      | 2     |
| 4    | Francia        | 1   | 0     | 0      | 1     |
| 5    | Austria        | 0   | 1     | 2      | 3     |
| 6    | Alemania       | 0   | 1     | 0      | 1     |
|      | TOTAL          | 6   | 6     | 6      | 18    |